# آرکادیوش اسکژیپاشک
آرکادیوش اسکژیپاشک (انگلیسی: Arkadiusz Skrzypaszek؛ زادهٔ ۲۰ آوریل ۱۹۶۸) ورزشکار پنج‌گانه مدرن اهل لهستان است.
وی در مسابقات کشوری و بین‌المللی در مجموع برندهٔ ۲ مدال طلا شده‌ است.